# FC Baulmes
FC Baulmes – szwajcarski klub piłkarski z siedzibą w Baulmes.

## Historia
Klub został założony w 1940 roku. Nigdy nie występował w najwyższej klasie rozgrywkowej, spędził natomiast trzy sezony w drugiej lidze.

## Historia występów w drugiej lidze
| Sezon   | Liga                   | Miejsce | Uwagi  |
| ------- | ---------------------- | ------- | ------ |
| 2004/05 | Swiss Challenge League | 12.     |        |
| 2005/06 | Swiss Challenge League | 11.     |        |
| 2006/07 | Swiss Challenge League | 17.     | spadek |

## Reprezentanci kraju grający w klubie
stan na październik 2023
|  | - Khaled Gourmi - Reynald Pedros - Ibrahima Sory Souare - Wilfrid Loizeau - Pierre Mercier |  | - Frédéric Gigon - Richard Massolin - Yoann Langlet - Armel Kazangba - Rénatus Njohole |